# Le Pénitencier
Singles de Johnny Hallyday
Les mauvais garçons
(1964) Un ami ça n'a pas de prix
(1965)
Clip vidéo
[vidéo] « "Le Pénitencier" (archive INA, 1966) », sur YouTube
Le Pénitencier est une chanson emblématique de la carrière de Johnny Hallyday, enregistrée et sortie en super 45 tours et 33 tours 25cm en 1964.
Elle est l'adaptation française d'un folk song américain The House of the Rising Sun. La version de Johnny Hallyday s'inspire de celle du groupe The Animals (grand succès de l'année 1964). S'éloignant de l'histoire originale, l'adaptation française par Hugues Aufray et Vline Buggy évoque l'incarcération d'un jeune homme sur lequel les portes d'une prison se referment.
Le Pénitencier est produit chez Philips et est réalisé par Lee Halliday. 
Comptant parmi les standards de l'artiste, Le Pénitencier est l'un des titres les plus régulièrement inscrits à son tour de chant.

## Histoire
Hugues Aufray (qui a chanté en première partie des concerts de Johnny Hallyday à l'Olympia, au printemps 1964) et Vline Buggy signent les paroles françaises de ce qui va devenir l'un des plus grands succès de Johnny Hallyday. Ce dernier effectue alors son service militaire et ayant obtenu l'autorisation de continuer ses enregistrements durant cette période (1964-1965), il profite de quelques jours de permission pour enregistrer, à Paris, au studio Blanqui, Le Pénitencier. Johnny Hallyday est accompagné par l'orchestre d'Eddie Vartan. Les arrangements écrits par ce dernier, innovent par rapport à la version anglaise du groupe The Animals (caractérisée par un long solo d'orgue), avec la présence d'une formation de cuivre (ce qui à l'avenir sera la marque des orchestrations de Johnny Hallyday). Tommy Brown et Mick Jones, futur batteur, guitariste et (tous deux) chef d'orchestre du chanteur, sont alors membres de la formation d'Eddie Vartan et jouent ici pour la première fois pour Hallyday.
Le Pénitencier a eu beaucoup de versions concurrentes : Burt Blanca, Les Cousins, Les Players, Claude Ciari, Grégoire Peck, Les Sphinx, l'ont reprise, sans qu'aucune ne parvienne à éclipser celle d'Hallyday. À sa sortie, la chanson est un succès et devient même l'une de ses plus grandes réussites commerciales de l'époque. Le titre réapparaît dans les meilleures ventes de singles en décembre 2017 après la disparition du chanteur et atteint la 14e place.
Au-delà des ventes et des classements, la chanson Le Pénitencier marque un tournant artistique important dans la carrière de Johnny Hallyday. Désormais, les thèmes abordés se feront plus matures, exits les chants pour surprises-parties, les twists et autres madisons, les copains et les filles ; à quelques mois de son mariage avec Sylvie Vartan, la désinvolture des années yéyés est révolue et à l'heure de la maturité, Le Pénitencier est la première « chanson adulte » du chanteur alors âgé de 21 ans et qui affiche quatre années de carrière et de succès ininterrompus. Daniel Lesueur considère qu'il est probable que l'année 1964 soit celle où, de toute sa carrière, Johnny Hallyday fut au sommet de son succès. Considérant qu'il n'a alors pas le moindre concurrent, Claude François étant alors un peu en retrait et Adamo n'ayant pas encore totalement conquis le public. Le virage s'amorce en fait quelques mois plus tôt, avec le titre Les Mauvais Garçons (sorti en 45 tours au printemps 1964), sur lequel précédant Le Pénitencier, Johnny aborde déjà la délinquance. L'année suivante, il livre un album plus intime Johnny chante Hallyday sur lequel avec le titre Toi qui t'en vas, il évoque la libération d'un compagnon de cellule et donne en quelque sorte une suite au Pénitencier.
La délinquance et l'incarcération demeureront des thèmes récurrents d'Hallyday tout au long de sa carrière : Je me suis lavé les mains dans une eau sale (1966 album La Génération perdue), On me recherche (1970 45 tours), chansons où il imagine la cavale d'un truand, [...], Mercredi matin évoque le quotidien d'un prisonnier (1982 album Quelque part un aigle), tout comme Mirador (1989 album Cadillac). Avec Remise de peine (1999 album Sang pour sang) c'est la Libération conditionnelle qui est abordée. Il chante une nouvelle fois, le quotidien des prisons dans Un monde à part en 2002 (Entre chiens et loups BO du film éponyme d'Alexandre Arcady) ; Puis en 2013 avec la chanson Quatre murs (album Born Rocker Tour) ; il y revient en 2015, sur son 50e album studio avec le titre Des raisons d'espérer Hallyday évoque le jour où un détenu recouvre la liberté. Enfin sur son ultime album, avec la chanson 4 M², il chante encore l'« univers carcéral ».
Par deux fois, Johnny Hallyday chante pour des prisonniers. La première fois, le 28 juin 1974, en Suisse, à la prison de Bochuz. Malgré plusieurs tentatives, le chanteur n'a jamais (à l'époque), réussi à obtenir les autorisations nécessaires pour concrétiser un tel projet en France. Sa prestation est enregistrée et diffusée à la télévision suisse romande le 23 juillet, durant l'émission Pour vous Messieurs X : Johnny Hallyday et Raymond Devos à Bochuz. Lors de l'entretien avec les prisonniers, Johnny déclare : « J'ai été sauvé par mon métier, peut-être que je serais ici aujourd'hui si je n'avais pas eu cette chance ». Lorsqu'il quitte le pénitencier, les détenus le saluent en frappant avec leurs gobelets aux barreaux de leurs cellules.
Il lui faut attendre l'élection de François Mitterrand à la présidence en 1981 et la présence de Robert Badinter au ministère de la justice, pour qu'il récidive, cette fois en France. Les verrous administratifs et politiques s'étant ouverts et les autorisations accordées, le chanteur donne deux représentations le 19 février 1982, devant les détenus à la Maison d'arrêt de Fleury-Mérogis. C'est à cette occasion, qu'a été créée la chanson Mercredi matin (déjà évoquée plus haut) ; ce titre n'a depuis jamais plus été inscrit à son tour de chant.
L'auteur et l'interprète, à l'occasion d'un concert d'Hugues Aufray au Petit Journal Montparnasse (le 5 mai 1999), ont chanté en duo Le Pénitencier.

## Classements hebdomadaires
| Classement (1964)                       | Meilleure position |
| --------------------------------------- | ------------------ |
| Argentine                               | 13                 |
| Espagne                                 | 14                 |
| France                                  | 2                  |
| Turquie                                 | 8                  |
| Belgique (Wallonie Ultratop 50 Singles) | 1                  |

## Discographie
La chanson sort le 26 octobre 1964 en :
- Super 45 tours - Référence originale : EP Philips 434955 (autres titres : Toujours plus loin, One more time, encore une fois, Je te reverrai).
- 33 tours 25 cm - Le Pénitencier.

Sur les pochettes, Hallyday est habillé en soldat, exigence de l'autorité militaire qui en échange l'autorise à enregistrer et à sortir de nouveaux disques. Les pochettes des disques suivants, toujours en tenue réglementaire, se poursuivront jusqu'à sa libération en août 1965 ; le 9 juillet sort l'album Hallelujah, libéré des contraintes vestimentaires, il pose sur la pochette en blouson et jeans une guitare à la main.
- La même année, Johnny Hallyday enregistre le titre dans une version allemande : Das Alte Haus in New Orleans (exclusivement diffusé en Allemagne en 45 tours).

- En 1982, Johnny Hallyday réenregistre une nouvelle version studio du titre (sur une orchestration complément revisitée).

Elle sort en 45 tours (Philips 6010470) et en Maxi 45 tours ("Spécial Club" Philips 6863175 Hors-commerce) ; Sur la face B, Hallyday revisite la chanson Noir c'est noir.
- Toujours en 1982, il grave une version espagnole, El penal diffusée sur l'album Black es noir.

Discographie live :
- 1965-1966 :  Live à l'Olympia (inédit jusqu'en 2011)
- 1966 : Johnny Hallyday Fréjus 30 juillet 1966 (sortie posthume en 2022)
- 1967 : Olympia 67 et Johnny au Palais des sports
- 1968 : Live à Grenoble (inédit jusqu'en 2012)
- 1973 :  Olympia 73 (inédit jusqu'en 2012)
- 1976 : Johnny Hallyday Story - Palais des sports
- 1979 : Pavillon de Paris : Porte de Pantin
- 1982 : Palais des sports 82
- 1984 : Johnny Hallyday au Zénith
- 1985 : Johnny Hallyday Zénith 85 (sortie posthume en 2024)
- 1993 : Parc des Princes 1993
- 1998 : Stade de France 98 Johnny allume le feu (en duo avec Florent Pagny)
- 2000 : 100 % Johnny : Live à la tour Eiffel - Happy Birthday Live - Parc de Sceaux 15.06.2000 (inédit jusqu'en 2020)
- 2003 : Parc des Princes 2003
- 2003 : Hallyday Bercy 2003 (sortie posthume en 2020)
- 2006 : Flashback Tour : Palais des sports 2006 et La Cigale : 12-17 décembre 2006
- 2009 : Tour 66 : Stade de France 2009
- 2013 :  Born Rocker Tour
- 2014 : Son rêve américain - Live au Beacon Theatre de New-York 2014 (sortie posthume en 2020)
- 2016 : Rester Vivant Tour
- 2019 : Les Vieilles Canailles Le Live (sortie posthume)

## Reprises
- En 2011, Hugues Aufray enregistre sa propre version de Le Pénitencier. Sur le même album, Troubador since 1948, il donne une autre adaptation de The House of the Rising Sun : L'Hôtel du soleil levant, avec un texte plus proche de l'original.

- En 2017, Le Pénitencier est repris par Gauvain Sers sur l'album On a tous quelque chose de Johnny et, en 2018, par Sylvie Vartan sur l'album Avec toi.

- En 2020, Le Pénitencier est repris en version instrumentale par Greg Szlapczynski (Greg Zlap) sur son album Rock it.

- Maxime Landry, en 2021, l'enregistre sur son album Le party brauceron (vol.2)[15].

- En 2022, Yarol Poupaud enregistre Le pénitencier dans son album hommage à Johnny Hallyday Fils de personne.